# E-bow

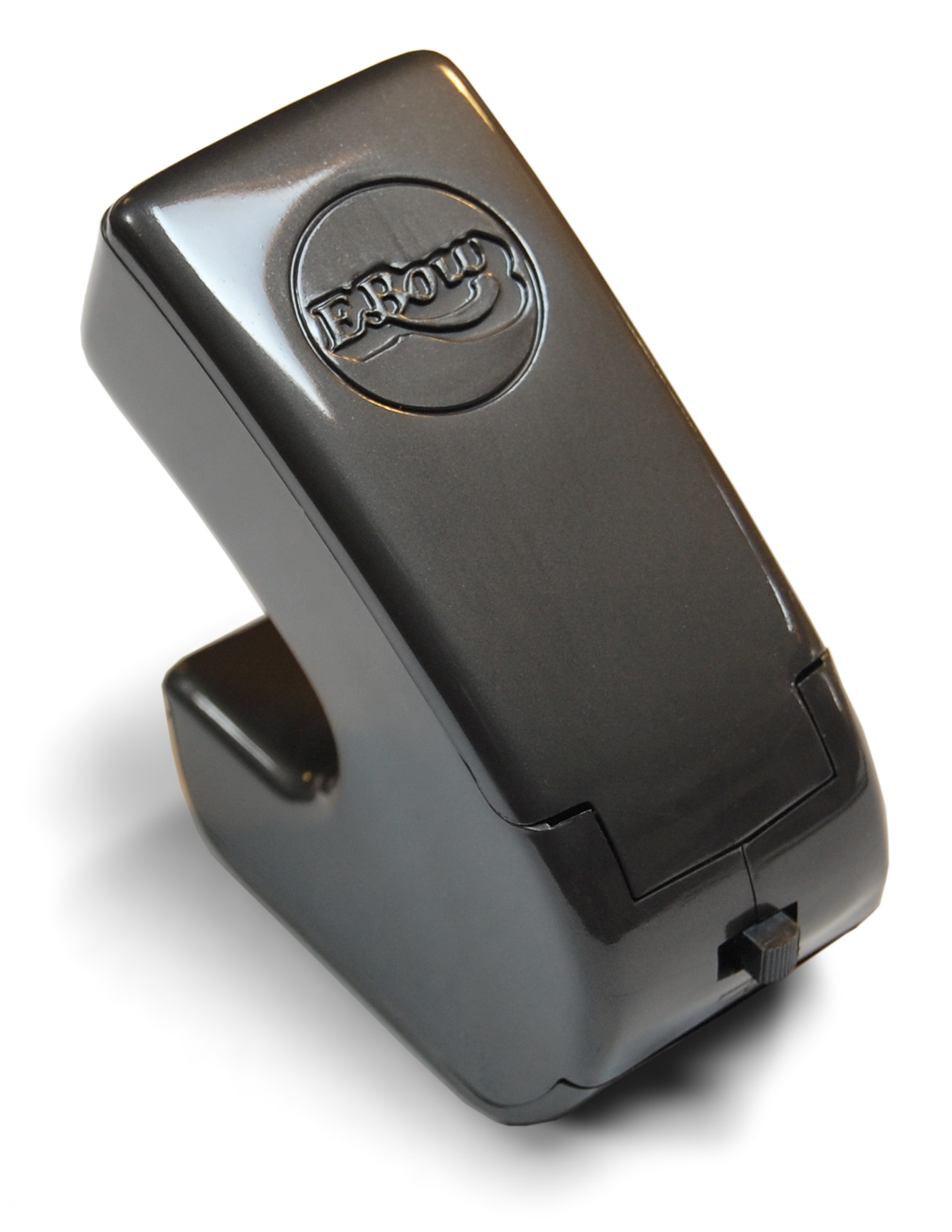
Een E-bow

Een E-bow (“E” staat voor “electric” oftewel “elektrisch” en “bow” is Engels voor strijkstok) is een klein apparaatje dat strijkgeluiden produceert als het boven gitaarsnaren wordt gehouden. Het genereert een magnetisch veld dat de snaren aan het trillen brengt. De E-bow is in 1969 uitgevonden door Greg Heet en wordt geproduceerd door het bedrijf Heet Sound.